# カラグールガメ
カラグールガメ（Batagur borneoensis）は、爬虫綱カメ目イシガメ科アジアカワガメ属に分類されるカメ。

## 分布
インドネシア（スマトラ島北部、ボルネオ島西部）、タイ南部、マレーシア
模式標本の産地（模式産地）はボルネオ島で、種小名borneoensisは「ボルネオ産の」の意。

## 形態
最大甲長76センチメートル。オスよりもメスの方が大型になり、オスは最大甲長39センチメートル。背甲はやや扁平で、上から見ると細長い卵形。背甲の色彩は暗褐色一色か、淡褐色や暗黄色で椎甲板や肋甲板に暗褐色の縦縞（破線状になることもあり）が入る。第1縁甲板を除いた縁甲板には甲板ごとに暗色斑が入る。背甲と腹甲の継ぎ目（橋）は発達する。腹甲は大型で細長い。左右の肛甲板の間には浅い切れこみが入る。橋や腹甲の色彩は黄色や淡黄色。
頭部はやや小型で、吻端はやや突出する。嘴の外縁は鋸状に尖る。顎の咬合面は幅広く、1本の稜が発達する。指趾は長く、指趾の間には水掻きが発達する。前肢の爪がある指は5本。頭部や四肢の色彩は灰色や暗黄色。
卵は長径6.8-7.6センチメートル、短径3.6-4.4センチメートルと細長く、殻は白く弾力性がある。幼体の背甲は扁平かつ円形。椎甲板に明瞭、肋甲板に不鮮明な破線状の筋状の隆起（キール）があり、縁甲板の外縁が鋸状に弱く尖る。また椎甲板の孵化直後からある甲板（初生甲板）や縁甲板後部に暗褐色の斑紋が入る。成長に伴い肋甲板のキールや鋸状の突起、暗色斑は消失する。
オスはメスに比べて背甲が細長く甲高が低い。尾が太いうえに長く、尾を後ろへ伸ばした状態で総排出口全体が背甲よりも外側にある。オスの成体は吻端から後頭部にかけて淡赤褐色の斑紋が入り、繁殖期になると背甲や頭部が白くなり赤色斑の色味が強くなる。

## 生態
河川の下流域の汽水域、河口周辺などに生息する。幼体は淡水域に生息すると考えられている。
食性はほぼ植物食で、植物の葉、茎、果実を食べるが、甲殻類、貝類、環形動物なども食べる。満潮時に岸辺周辺で採食を行う。成長に伴い植物食傾向が強くなる。
繁殖形態は卵生。砂浜などに30センチメートルの穴を掘り、1回に12個の卵を数回に分けて産むと考えられている。マレー半島やインドネシアの一部では集団で産卵し、タイの個体群は河川の上流域まで遡上して砂州や川中島で産卵していたとされる。海岸で孵化した幼体は海や汽水域伝いに淡水域に侵入する。

## 人間との関係
生息地では卵も含め食用とされることもある。英名terrapinはキスイガメを指すアルゴンキン語族の言語に由来するが、転じて「食用ガメ」を指す。
開発による生息地の破壊、水質汚染、食用やペット用の乱獲などにより生息数は激減している。特にタイでは野生絶滅寸前で、現在は自然繁殖していない。生息地では保護の対象とされている場所もあり、タイでは飼育下繁殖させる試みが進められている。1997年にワシントン条約附属書IIに掲載された。
ペットとして飼育されることもあり、日本にも輸入されている。大型種のため、特大サイズのケージが用意できない限り一般家庭での飼育には向かない。

## 画像

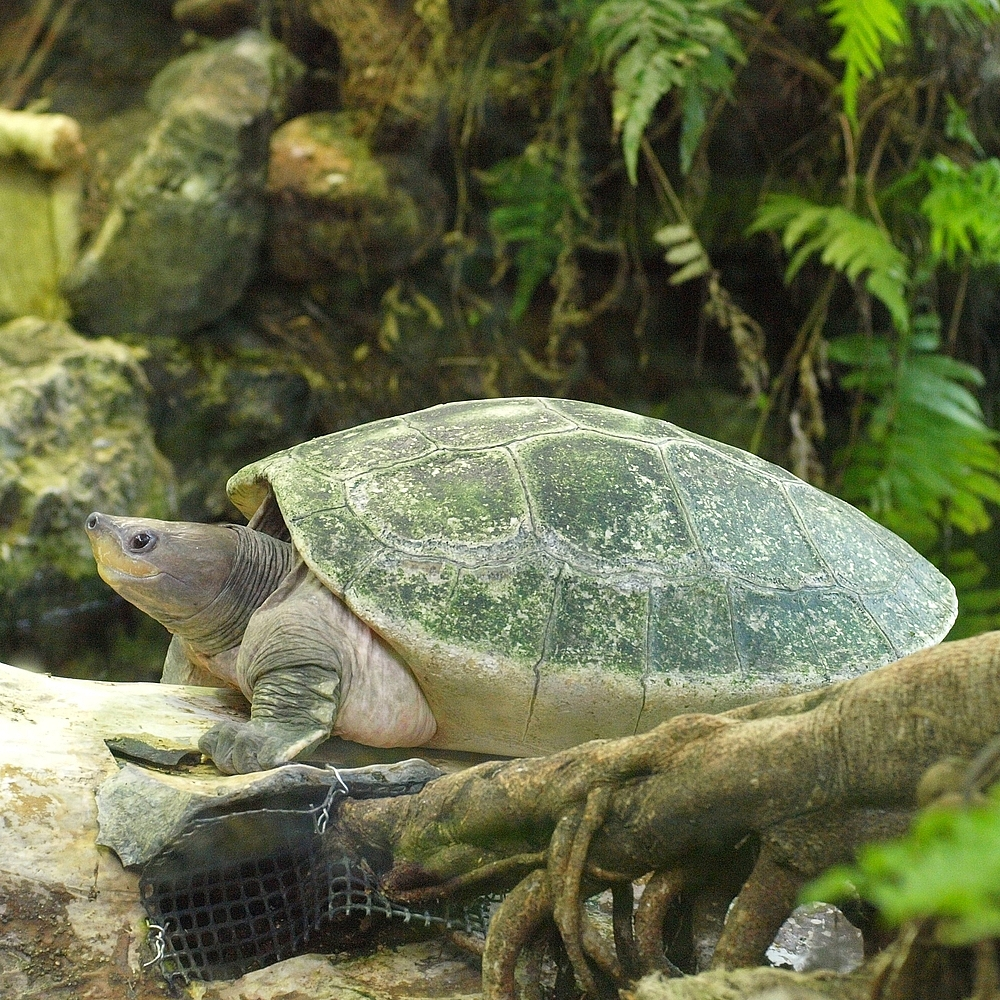
上陸した個体